# Congreso de poesía de Salamanca (1953)
El II Congreso Nacional de Poesía en Salamanca, tiene lugar en pleno franquismo, pero en un momento en el que había un nuevo talante liberal en el Ministerio de Educación Nacional, bajo Joaquín Ruiz-Giménez, que había nombrado a los rectores de Madrid y Salamanca, Laín Entralgo y Antonio Tovar, y a otras personalidades como el director general Pérez Villanueva, impulsores de una nueva política cultural, que hizo posible la celebración de este Congreso.
El Congreso de Salamanca hay que situarlo entre los congresos poéticos que se celebraron, en Segovia en 1952 (Pérez Villanueva había sido gobernador civil de Segovia), y en Santiago de Compostela en 1954. Congresos que se pueden interpretar como expresiones de una política de reconciliación cultural que surge desde este sector aperturista del franquismo.
El congreso se inauguró el 5 de julio de 1953, en el Aula Magna de la Facultad de Filosofía y Letras de la Universidad de Salamanca, donde tras la salutación de Joaquín Pérez Villanueva –director general de Enseñanza Universitaria-, Rafael Santos Torroella lee un texto enviado por José Martínez Ruiz, “Azorín”, de adhesión al Congreso:

“… La poesía vence al tiempo; escuchamos hoy la voz de Berceo como escuchamos la voz de un coetáneo nuestro. Cualquiera que sea nuestra escuela se nos impone la meditación previa. No seremos poetas si no nos recogemos en nosotros. ¿Cuál será el anhelo del poeta? Cada poeta tiene su anhelo; cada época tiene su fórmula. Aspiremos todos a la paz, la paz con los demás y la paz –la más ardua- con nosotros mismos.
¡Levantemos los corazones!”

Frente a la Flecha (o Frecha) lugar donde Fray Luis de León iba a reposar en su tiempo, se inauguró un monumento en su memoria, obra del arquitecto Eduardo Lozano Lardet. 